# Toxotes chatareus
Toxotes chatareus, conhecido pelos nomes comuns em inglês common archerfish, seven-spot archerfish ou largescale archerfish, é uma espécie de peixe da ordem Perciformes e da família Toxotidae.
Geralmente, não ultrapassam 20 cm de comprimento, mas podem atingir até 40 cm. Diferentemente da maioria dos peixes de sua família, T. chatareus apresenta uma coloração fuliginosa em vez de prateada. São onívoros, alimentando-se de insetos, peixes e matéria vegetal na superfície da água. A reprodução ocorre na estação chuvosa, com fêmeas depositando entre 20.000 e 150.000 ovos de uma só vez.
T. chatareus está distribuído pelo sudeste da Ásia, Indo-Pacífico e Austrália. Pode habitar águas salobras ou doces, vivendo em manguezais, estuários e também em rios de fluxo lento mais a montante. Embora ocasionalmente capturado para consumo, é mais comum em aquários. Pode ser vendido junto com outros membros da família Toxotidae sob o rótulo genérico de "peixe-arqueiro". A manutenção de T. chatareus em aquários é desafiadora, pois requer alimento vivo oferecido na superfície, em vez de ração em flocos.

## Descrição
Toxotes chatareus tem tamanho moderado, geralmente entre 15 e 20 cm. Em casos raros, pode alcançar até 40 cm de comprimento. Podem pesar até 700 g. Acredita-se que T. chatareus tenha uma expectativa de vida de três a cinco anos.
Possuem cinco ou seis espinhas dorsais, sendo a quarta a mais longa, e de doze a treze raios dorsais moles. As espinhas dorsais são geralmente mais curtas em espécimes coletados em água doce do que em água salobra. Também possuem três espinhas anais e de quinze a dezessete raios anais moles. Apresentam 33 ou 34 escamas na linha lateral. A nadadeira caudal é quase quadrada. A nadadeira anal é contínua e a terceira espinha anal é a mais longa.
O corpo é geralmente fuliginoso, mas às vezes prateado ou dourado. O lado dorsal é marrom-esverdeado. As nadadeiras peitorais são transparentes ou escuras. As nadadeiras pélvicas podem ser mais escuras e altamente pigmentadas. T. chatareus é branco e geralmente apresenta seis ou sete manchas escuras, alternando entre longas e curtas, ao longo do lado dorsal. Uma mancha escura também está presente na base da nadadeira caudal. A coloração dessas manchas pode variar, tornando-se mais clara ou escura dependendo da hora do dia, do ambiente e do estresse. As manchas de peixes jovens são mais escuras que as de peixes mais velhos. Peixes assustados ou estressados são mais escuros que os não estressados; em águas turvas, podem ser completamente brancos. Não se sabe se há dimorfismo sexual.

### Comparação com outros peixes da família Toxotidae
T. chatareus distingue-se pela coloração fuliginosa, em contraste com o prateado típico da maioria dos outros peixes da família Toxotidae. Possuem cinco espinhas dorsais, enquanto T. jaculatrix tem quatro. As marcações nos flancos são manchas longas e curtas alternadas, em vez de faixas. T. chatareus também apresenta seis ou sete marcações laterais, enquanto T. jaculatrix tem de quatro a cinco. T. chatareus possui 29 a 30 escamas na linha lateral, em comparação com 33 a 35 em T. jaculatrix. T. chatareus é menos comum a montante em relação ao T. microlepis [en].

## Comportamento

### Dieta e alimentação
Como outros peixes da família Toxotidae, Toxotes chatareus é capaz de lançar jatos d’água para derrubar presas na água. Apesar de não possuir um neocórtex, T. chatareus tem habilidades bem desenvolvidas de cognição visual e reconhecimento de padrões, permitindo atingir presas a até 150 cm de distância em ambiente complexos. Estudos sobre o processamento visual de T. chatareus revelaram que a espécie pode reconhecer e distinguir rostos humanos. Alimentam-se durante o dia, consumindo matéria vegetal e insetos. São onívoros; sua dieta inclui crustáceos, outros peixes, zooplâncton, rotíferos e insetos (terrestres e aquáticos). T. chatareus foi descrito como um "insetívoro especializado" por evitar certos insetos, especialmente aqueles que se alimentam de plantas C4. A dieta parece ser ontogenética (varia com a idade); peixes pequenos não consomem matéria vegetal, enquanto ela representa um quarto da dieta de peixes maiores. A dieta também varia com a localização; a montante, alimentam-se de insetos, mas em estuários, consomem crustáceos.

### Reprodução
Toxotes chatareus reproduz-se por desova. A desova é homócrona (as fêmeas desovam apenas uma vez por temporada) e iterópara (a desova ocorre mais de uma vez na vida do peixe). A reprodução ocorre na estação chuvosa. T. chatareus reproduz-se tanto em água salobra quanto em água doce, em lagoas rasas e lamacentas. As fêmeas depositam cerca de 20.000 a 150.000 ovos flutuantes, cada um com 0,4 mm de diâmetro. As fêmeas atingem a maturidade com cerca de 19 cm, e os machos, com cerca de 18 cm. Tornam-se reprodutivamente ativos aos 24 meses. Ao eclodirem, as larvas podem ter menos de 4 mm de comprimento; quando começam a se alimentar, têm 5 mm e suas partes bucais estão bem desenvolvidas. Não há cuidado parental nesta espécie. A reprodução não envolve migração; no entanto, as populações podem ser afetadas pela construção de barreiras ao longo dos rios que habitam. T. chatareus não foi reproduzido em cativeiro.

## Distribuição
Toxotes chatareus é encontrado na Índia, Myanmar, Indonésia, Nova Guiné e norte da Austrália. Geralmente, habitam áreas com temperaturas entre 25 e 30 °C, embora tenham sido registrados em temperaturas de até 36 °C na região dos rios Alligator e tão baixas quanto 20,5 °C na região do rio Burdekin [en]; acredita-se que esses sejam os limites superior e inferior de sua tolerância, respectivamente. Os manguezais salobros são seu principal habitat, mas também são encontrados em rios e córregos de água doce. Ocorrem em rios da região de Kimberley na Austrália Ocidental, na área do Parque Nacional de Kakadu do Território do Norte e na Terra de Arnhem na Austrália. No rio Mecom, podem ser encontrados até o norte da Tailândia e Laos. Também estão presentes nas partes superiores do rio Burdekin, superando de alguma forma as cataratas de Burdekin. A distribuição de T. chatareus é mais irregular no leste da Austrália, onde são menos abundantes.
São encontrados em áreas sombreadas com vegetação acima, geralmente na camada superior da coluna d’água. Habitam apenas locais com uma zona ripária intacta, que é uma importante fonte de alimento. Normalmente, não são encontrados em riachos de fluxo rápido.

## Relação com humanos
Toxotes chatareus tem um papel secundário na pesca. São ocasionalmente capturados por pescadores e descritos como "razoavelmente comestíveis". São capturados e vendidos em mercados, onde frequentemente são agrupados com Toxotes jaculatrix e comercializados simplesmente como "peixe-arqueiro".
T. chatareus é às vezes mantido como peixe de aquário. Em aquários, atingem cerca de 20 cm de comprimento, em comparação com 40 cm na natureza. São uma das três espécies de peixe-arqueiro comumente comercializadas (as outras são T. jaculatrix e T. microlepis). São colocados em aquários com profundidade mínima de 100 cm e volume de 170 a 209 litros. Preferem água salobra e requerem um aquário alto. Podem "saltar" para fora da água, habilidade usada na natureza para capturar presas em galhos baixos; em aquários muito baixos ou descobertos, podem escapar. São compatíveis com outros da mesma espécie de tamanho semelhante, mas indivíduos maiores podem incomodar os menores. Alimentam-se de comida viva na superfície, embora ocasionalmente aceitem ração em flocos; por isso, sua manutenção não é recomendada para iniciantes em aquários domésticos.
T. chatareus é relativamente comum e não é considerado ameaçado. Contudo, a destruição de seu habitat de manguezal e o aumento da pressão pesqueira podem representar riscos no futuro. A construção de açudes e barreiras de maré em seu habitat pode afetar populações em rios. O crescimento populacional no sudeste da Ásia também está causando poluição em seu habitat.
Um estudo encontrou níveis elevados (acima de 0,5 μg/g) de mercúrio em quatro de dez espécimes amostrados no lago Murray em Papua-Nova Guiné. Isso pode ter contribuído para níveis elevados de mercúrio em moradores locais que consumiram várias espécies de peixes do lago, incluindo T. chatareus. Comparado a outros peixes testados, T. chatareus apresentou um alto nível de mercúrio. Sedimentos da mina de ouro e prata de Porgera [en] nas proximidades são a fonte desse mercúrio; a razão para o alto nível de bioacumulação de mercúrio em T. chatareus não é conhecida.